# Marché d'Analakely
Le marché d'Analakely est un grand marché du quartier d'Analakely dans le 1er arrondissement d'Antananarivo, capitale de Madagascar.

## Description
Le grand marché d'Analakely se situe dans la basse ville au bout de l'avenue de l'indépendance.
Il a lieu quotidiennement de part et d'autre de l'avenue Andrianampoinimerina.
Il s’étend des pavillons d’Analakely jusqu’à la gare de Soarano en passant par les arcades longeant l’avenue de l’Indépendance.
Ses 820 stands vendent produits cosmétiques, petits et gros électroménagers, habillement, jouets, produits alimentaires….
Le marché d'Analakely a pris la suite du Zoma l’immense marché à ciel ouvert qui s'est tenu jusqu’en 1997 le long de l'avenue de l’Indépendance.

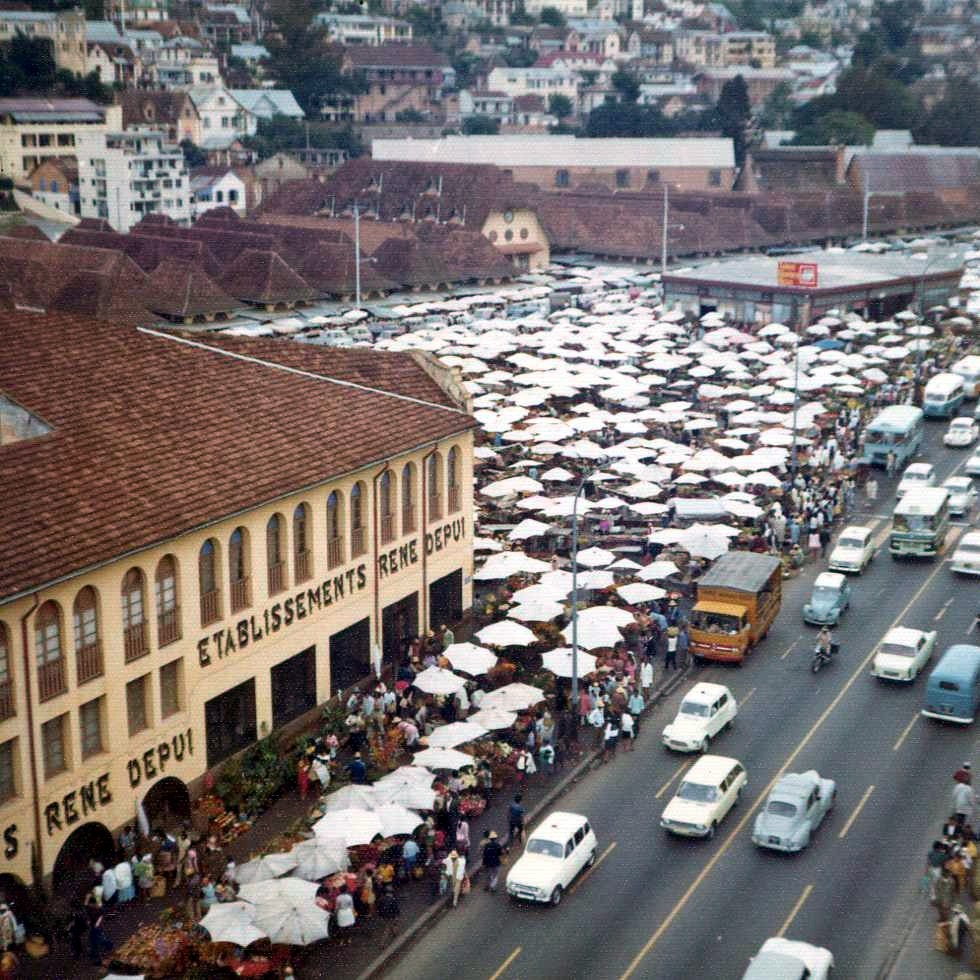
Le Zoma en 1973. Au fond, les pavillons du marché d'Analakely.